# Cladogelonium
Cladogelonium é um género botânico pertencente à família Euphorbiaceae.
O gênero apresenta uma única espécie, nativa de Madagascar.

## Espécie
Cladogelonium madagascariense Leandri

## Nome e referências
Cladogelonium Leandri